# السجون في تركيا
تُقسم السجون في تركيا إلى ثلاثة أنواع، وهي: سجون مغلقة ، وسجون شبه مفتوحة، وسجون مفتوحة. ويُفرق أيضاً بين السجون المغلقة العادية والسجون ذات الحراسة المشددة. تحتوي العديد من السجون على أقسام منفصلة (أو أجنحة) للنساء وبعضها للأطفال (الأحداث)، وهناك أيضًا سجون مخصصة حصريًا للنساء أو الأطفال. يجب تقسيم السجناء في تركيا بموجب القانون إلى مشتبه بهم (الذين يُحتجزون قبل المحاكمة) ومُدانون (تُنفذ أحكامهم). وفي الواقع، يُحتجزون في نفس الأجنحة والزنازين. 

## تاريخ
كانت السجون في الدولة العثمانية تسمى بالديماسات. كانت هذه الأبراج في تركيا غالباً مظلمة ورطبة. بُني أول سجن في حي السلطان أحمد بإسطنبول وكان يسمى السجن العام (هابيشاني عمومي).

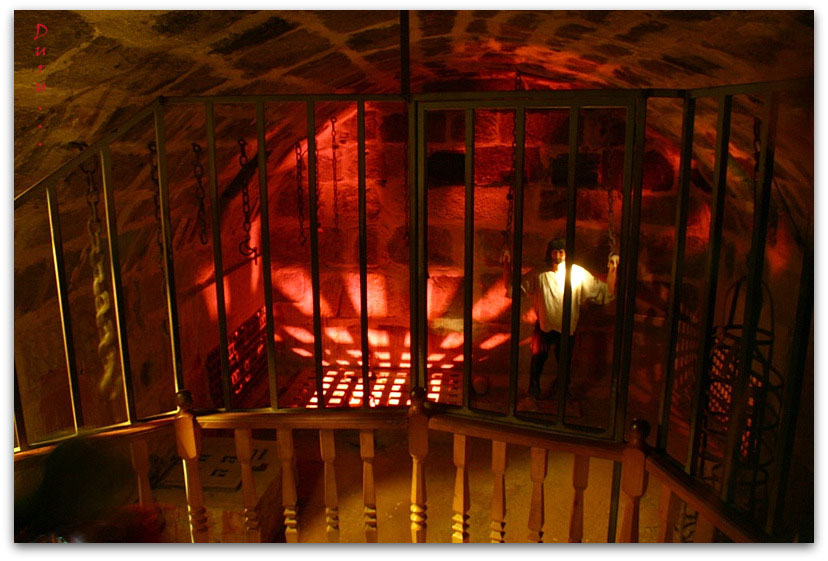
زنزانة بودروم / موغلا التاريخية داخل قلعة بودروم التي بناها فرسان الإسبتارية.

بالإضافة إلى عقوبة الإعدام، تضمن قانون العقوبات لعام 1858 ثلاثة أنواع مختلفة من العقوبات: التجديف على متن سفينة شراعية ( kürek )، والتشهير ( prangabentlik )، والحبس في برج ( kalebentlik ).
أحدث قانون العقوبات الصادر في 1 مارس 1926 (القانون 765) فرقًا بين الجرائم الخطيرة، والعقوبات المقابلة لها ( ağır suç و ağır ceza )، والجرائم الخفيفة ( hafif suç و hafif ceza ). بالإضافة إلى الجرائم ( cürüm ) هناك قانون منفصل بشأن المخالفات ( kabahat ). وبموجب القانون رقم 5349 المؤرخ 11 مايو 2005 أُلغيت التفرقة بين العقوبات الخفيفة والعقوبات الثقيلة.

### 2000-1980
في 12 سبتمبر 1980 استولى الجيش على السلطة في تركيا وأعلن الجنرالات الخمسة ( أركان الحرب ) الأحكام العرفية في جميع المحافظات الـ 67 الموجودة آنذاك. وقد وُجهت الاتهامات إلى أعضاء المنظمات اليسارية واليمينية المسلحة وغير المسلحة الذين شاركوا في معارك عنيفة في المحاكم العسكرية، وفي بعض الأماكن أُحتجزوا في السجون العسكرية. اكتسب سجن ماماك العسكري في أنقرة، وسجن ميتريس (في إسطنبول)، وسجن ديار بكر  (غالبًا ما يُطلق عليه اسم جحيم ديار بكر ) شهرة واسعة.
بُنيت سجون جديدة بسبب العدد الكبير من السجناء. وفي تقرير صدر في نوفمبر 1988، قالت منظمة العفو الدولية إن عدد السجون ارتفع إلى 644 سجناً، وارتفعت قدرتها الاستيعابية من 55 ألفاً إلى أكثر من 80 ألفاً. منذ عام 1986، نظم أقارب السجناء أنفسهم في جمعية حقوق الإنسان أو في مجموعات تضامنية مع بعض السجناء مثل TAYAD. وبمساعدتهم حاول السجناء تحقيق مطالبهم بتحسين ظروف السجن، فقاموا بالإضراب عن الطعام بشكل متكرر.
في أبريل 1991 صدر القانون رقم 3713 بشأن مكافحة الإرهاب (المسمى قانون مكافحة الإرهاب ، ATL). وتنص المادة 16 على أن جميع السجناء المتهمين بموجب هذا القانون يجب احتجازهم في سجون شديدة الحراسة.

### 2000-الحاضر

خريطة لمعدلات السجن حسب البلد

في عام 1996 نجح السجناء السياسيون في اعتراضهم على نقلهم إلى أول سجن شديد الحراسة في إسكي شهر (وكان يسمى "سجن من نوع خاص"). أدى إضرابهم عن الطعام إلى وفاة 12 سجينًا. في عام 2000، لم تنجح محاولة مماثلة ضد السجون ذات الحراسة المشددة (والتي تسمى الآن سجون النوع-F)، على الرغم من أن عدد القتلى كان أعلى بكثير. يوجد حاليًا 13 سجنًا من النوع F (14 سجنًا إذا أضفنا السجن الموجود في جزيرة إمرالي) وسجنين من النوع D (أيضًا سجون شديدة الحراسة). تشير إحصائيات عدد السجناء في السجون إلى ارتفاع هائل من عام 2000 حتى عام 2016.  في عام 2000، بلغ العدد الإجمالي للسجناء 49512 سجيناً.  وفي عام 2016، ارتفع هذا العدد إلى 200,339.  في هذا التاريخ، بلغ معدل السَجن 285 سجينًا لكل 100 ألف مقيم تركي.  وفي نوفمبر 2018، ارتفع إجمالي معدل السَجن إلى 260 ألف شخص.  يتضمن هذا العدد المحكوم عليهم قبل المحاكمة.  يبلغ معدل تعداد السجناء 318 سجينًا لكل 100 ألف من سكان تركيا.  يُقدر عدد السكان الوطني في نوفمبر 2018 بـ 81.68 مليون نسمة.  تبلغ الطاقة الاستيعابية القصوى لنظام السجون 220 ألف محتجز اعتبارًا من نوفمبر 2018.  اعتبارًا من نوفمبر 2018، بلغ مستوى الإشغال 118.2%، أي بفائض قدره 18.2% عن الطاقة الاستيعابية. 

## حقائق وأرقام
وفقًا للمديرية العامة للؤسسات العقابية ومراكز الاحتجاز ( Ceza ve Tevkifevleri Genel Müdürlüğü، وهي جزء من وزارة العدل)، كان هناك 384 سجنًا في تركيا اعتبارًا من 1 ديسمبر 2008. منها 346 سجناً مغلقاً و28 سجناً مفتوحاً. بالإضافة إلى ذلك كان هناك ثلاثة سجون مغلقة وسجن مفتوح للنساء وثلاثة إصلاحيات للأطفال. وفي نفس التاريخ، بلغ عدد السجناء 103,296؛ من بينهم 44,038 مشتبه بهم و59,258 مُداناً.
يمكن العثور على أرقام السجناء في الصفحة الرئيسية للمديرية العامة للؤسسات العقابية ومراكز الاحتجاز عن عدد السجناء لكل عام. وقد أدرجت مؤسسة حقوق الإنسان في تركيا مثل هذه الأرقام في تقاريرها السنوية.
| 1990 | 27,731 | 1,642 | 29,373 | 14,488 | 1,745 | 16,233 | 45,606  | 45,606  | 45,606  | 45,606  |
| 1991 | 10,652 | 395   | 11,047 | 14,760 | 1,044 | 15,804 | 26,851  | 26,851  | 26,851  | 26,851  |
| 1992 | 12,301 | 522   | 12,823 | 15,597 | 3,062 | 18,659 | 31,482  | 31,482  | 31,482  | 31,482  |
| 1993 | 14,300 | 847   | 15,147 | 14,681 | 4,977 | 19,658 | 34,805  | 34,805  | 34,805  | 34,805  |
| 1994 | 15,787 | 1,094 | 16,881 | 15,638 | 6,412 | 22,050 | 38,931  | 38,931  | 38,931  | 38,931  |
| 1995 | 20,371 | 1,637 | 22,008 | 17,058 | 7,025 | 24,083 | 46,091  | 46,091  | 46,091  | 46,091  |
| 1996 | 24,651 | 2,328 | 26,979 | 17,697 | 6,207 | 23,904 | 50,883  | 50,883  | 50,883  | 50,883  |
| 1997 | 32,155 | 4,179 | 36,334 | 19,346 | 4,926 | 24,272 | 60,606  | 60,606  | 60,606  | 60,606  |
| 1998 | 31,647 | 4,239 | 35,886 | 19,670 | 4,835 | 24,505 | 60,391  | 60,391  | 60,391  | 60,391  |
| 1999 | 37,986 | 6,145 | 44,131 | 19,953 | 3,497 | 23,450 | 67,581  | 67,581  | 67,581  | 67,581  |
| 2000 | 20,378 | 4,467 | 24,855 | 20,467 | 4,190 | 24,657 | 49,512  | 49,512  | 49,512  | 49,512  |
| 2001 | 22,425 | 5,116 | 27,541 | 24,886 | 3,182 | 28,068 | 55,609  | 55,609  | 55,609  | 55,609  |
| 2002 | 25,514 | 5,123 | 30,637 | 25,928 | 2,622 | 28,550 | 59,187  | 59,187  | 59,187  | 59,187  |
| 2003 | 28,554 | 4,161 | 32,715 | 29,605 | 1,976 | 31,581 | 64,296  | 64,296  | 64,296  | 64,296  |
| 2004 | 23,840 | 2,170 | 26,010 | 30,302 | 1,618 | 31,920 | 57,930  | 57,930  | 57,930  | 57,930  |
| 2005 | 22,765 | 2,093 | 24,858 | 29,475 | 1,537 | 31,012 | 55,870  | 55,870  | 55,870  | 55,870  |
| 2006 | 24,220 | 2,116 | 26,336 | 42,222 | 1,719 | 44,141 | 70,477  | 70,477  | 70,477  | 70,477  |
| 2007 | 34,852 | 2,418 | 37,608 | 47,091 | 2,102 | 53,229 | 90,837  | 90,837  | 90,837  | 90,837  |
| 2008 | 42,234 | 2,540 | 45,207 | 50,470 | 2,899 | 58,028 | 103,235 | 103,235 | 103,235 | 103,235 |

في هذه الأثناء، تشمل الإحصاءات أيضًا فئة "الجرائم لزيادة الربح" (بالتركية: çıkar amaçlı suçlar ، وتعني الجريمة المنظمة ، والتي يعاقب عليها بموجب المادة 220 من قانون العقوبات التركي). منذ عام 2010، تُضمنت أيضاً الحالات التي لا يمكن نسبها إلى مجموعة محددة.
| السنة | مُدان    | مُدان  | مُدان        | مُدان     | مُدان    | محتجز إحتياطي (مشتبه به) | محتجز إحتياطي (مشتبه به) | محتجز إحتياطي (مشتبه به) | محتجز إحتياطي (مشتبه به) | محتجز إحتياطي (مشتبه به) | محتجز إحتياطي (مشتبه به) |
| ----- | ------- | ----- | ----------- | -------- | ------- | ------------------------ | ------------------------ | ------------------------ | ------------------------ | ------------------------ | ------------------------ |
|       | إعتيادي | إرهاب | جريمة منظمة | غير واضح | المجموع | إعتيادي                  | إرهاب                    | جريمة منظمة              | غير واضح                 | مجموع                    | المجموع الكلي            |
| 2009  | 53067   | 2967  | 547         |          | 56581   | 52512                    | 3361                     | 3886                     |                          | 59759                    | 116340                   |
| 2010  | 80440   | 3682  | 993         | 1451     | 86566   | 29676                    | 2535                     | 1566                     | 471                      | 34238                    | 120814                   |
| 2011  | 86542   | 4179  | 907         | 989      | 92617   | 29901                    | 4266                     | 1372                     | 448                      | 35987                    | 128604                   |

في 31 يناير 2010 كانت الأرقام الرسمية هي:
| 2010 | 53,805 | 3,051 | 56,856 | 57,024 | 3,254 | 60,691 | 117,547 | 117,547 | 117,547 | 117,547 |

قُدمت الأرقام التالية بتاريخ 31 مارس 2012: 
| مجموعة        | محتجز إحتياطي (مشتبه به) | تحت المراجعة | مُدان   | المجموع |
| ------------- | ------------------------ | ------------ | ------ | ------- |
| إعتيادي       | 29,890                   | 17,597       | 72,022 | 119.509 |
| إرهاب         | 4,643                    | 481          | 3,846  | 8,970   |
| جريمة منظمة   | 1,283                    | 389          | 522    | 2,194   |
| غير محدد      | 457                      | 42           | 1,197  | 1,696   |
| المجموع الكلي | 36.273                   | 18,509       | 77,587 | 132.369 |

في يونيو 2010، أجاب وزير العدل سعد الله إرجين على سؤال طرحه نائب مدينة بطمان، بينجي يلدز. وأوضح أنه من المقرر خلال الفترة من 2010 إلى 2015 بناء 86 سجناً جديداً تتسع لـ 40.026 سجيناً. 

## أنواع السجون
باستخدام المواد الرسمية الصادرة عن المديرية العامة لمراكز الاعتقال والعقوبة، أعد منتدى تركيا الديمقراطية جدولاً عن السجون في تركيا اعتبارًا من أكتوبر 2008. أُضيفت المزيد من المعلومات في حقل التفاصيل. 
| النوع | الرقم      | السعة (فردية) | السعة (إجمالية) | التفاصيل |
| ----- | ---------- | ------------- | --------------- | --- |
| A     | 21         | 24-30         | 792             | سجون بُنيت بين الخمسينيات والسبعينيات. تحتوي على 4 عنابر، حمام، مطبخ، مكتبة، وقاعة مؤتمرات. |
| A1    | 16         | 24-40         | 508             | مشابهة للنوع A، مع غرفتين إضافيتين بجانب الأجنحة يمكن استخدامهما كمطبخ. |
| A2    | 17         | 40            | 744             | تحتوي على 5 أجنحة وزنزانتين انضباطيتين. |
| A3    | 31         | 60            | 2,295           | 6 أجنحة. |
| B     | 16         | 64            | 1,068           | تحتوي على 7 عنابر وزنزانتين انضباطيتين؛ ولكل جناح ساحة تمرين خاصة به. |
| C     | 7          | 164-300       | 1,696           | تحتوي على 8 أجنحة و4 زنزانات انضباطية. |

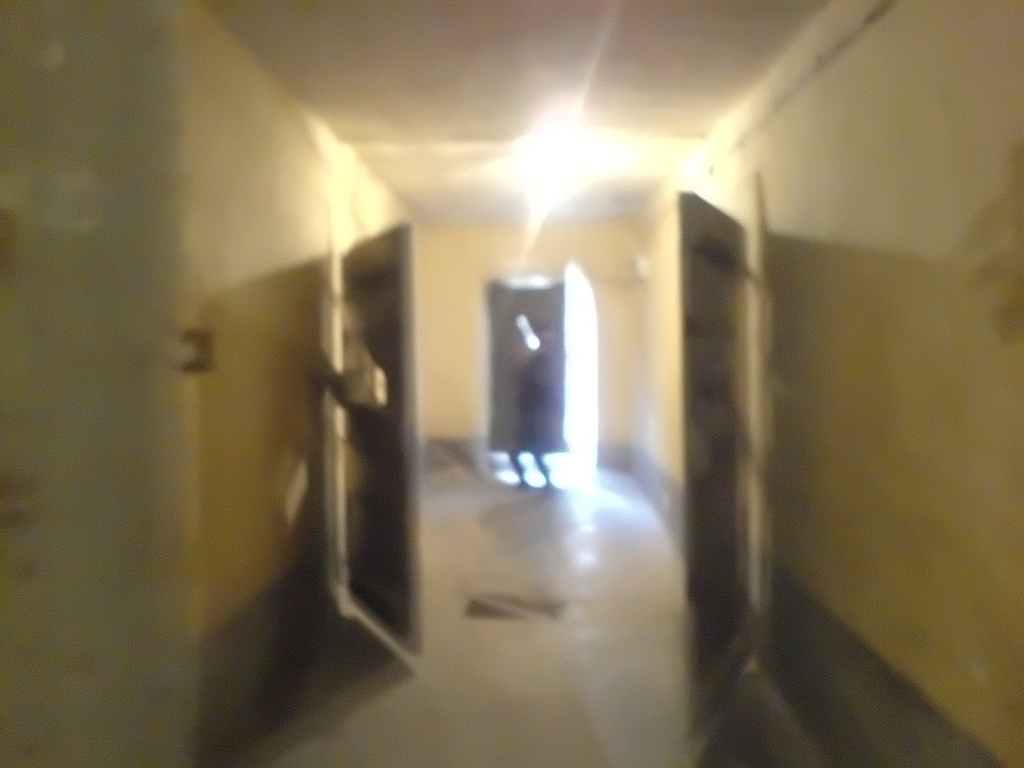
سجن سينوب من النوع E

| D     | 2          | 750           | 1,732           | يتألف السجن من 11 مبنى، أحدها مخصص للإدارة؛ ويحتوي على 230 غرفة (زنزانة). المبنى E مخصص للاستخدامات المشتركة مثل المغسلة والمكتبة وغيرها. الطوابق السفلية من المبنيين H و L تحتوي على زنازين انضباطية. الطابقان الأول والثاني من المبنى G يحتويان على 10 غرف لكل منهما لمراقبة السجناء عند وصولهم. يضم هذا المبنى أيضًا مصحّتين، تحتوي كل واحدة منهما على 10 أسرّة. بُنيت هذه السجون بنظام الزنازين الفردية وزنازين تسع لثلاثة أشخاص. |
| E     | 45         | 600-1,000     | 29,753          | بُنيت بطابقين وفق نظام الأجنحة، ثم تحولت لاحقًا إلى غرف تسع لشخصين أو 4 أو 6 أو 8 أو 10 أشخاص. كل غرفة لها ساحة تمرين خاصة بها. الطوابق السفلية مخصصة للطعام، والطوابق العلوية للنوم. |
| F     | 13         | 368           | 4,966           | راجع سجون النوع F (تركيا). |
| H     | 5          | 500           | 3,255           | بُنيت بطابقين وفق نظام الغرف (الزنازين). تحتوي على 200 زنزانة فردية و100 زنزانة تسع ثلاثة أشخاص. |
| K1    | 83         | 60            | 3553            | توجد في مناطق تحتوي على 4 أجنحة وزنزانتين انضباطيتين. لكل جناح ساحة تمرين خاصة به. |
| K2    | 24         | 60-150        | 1,446           | تشبه النوع K1 ولكن تحتوي على 6 أجنحة وزنزانتين انضباطيتين. |
| L     | 16         |               | 15,084          | سجون مغلقة بُنيت في المدن الكبرى لتحل محل السجون القديمة. تحتوي على وحدات مخصصة لسبعة أشخاص بمساحة إجمالية تبلغ 208.93 متر مربع، وتبلغ مساحة الزنزانة 12.45 متر مربع، ومساحة ساحات التمرين 165.19 متر مربع، ومساحة المعيشة المشتركة 56.59 متر مربع. تُغلق الزنازين ليلاً، بينما يجتمع سبعة سجناء نهارًا. يحتوي السجن على 61 وحدة تسع لسبعة أشخاص، و4 غرف تسع ثلاثة أشخاص، و40 زنزانة فردية. |
| M     | 24         |               | 9,107           | بُنيت هذه السجون بطابقين وفق نظام الأجنحة، وخُصصت زنازين تسع لأربعة أو ستة أو ثمانية أو عشرة أشخاص. لكل غرفة ساحة تمرين خاصة بها. تحتوي السجون على 6 زنازين انضباطية. |
| T     | 4          | 616           | 6,277           | بُنيت في المدن الكبرى لتحل محل السجون القديمة. تحتوي على 72 غرفة تسع ثمانية سجناء، و8 غرف تسع ثلاثة سجناء، و16 زنزانة فردية بمساحة 16 متر مربع. تبلغ مساحة الغرف (المعيشة والنوم) لثلاثة أشخاص 27 متر مربع، بينما تبلغ مساحة النوم لثمانية أشخاص (الطابق العلوي) 28 متر مربع، ومساحة المعيشة (الطابق السفلي) 32.5 متر مربع. وللتمرين، تتوفر ساحة بمساحة 35 متر مربع لثمانية أشخاص، و30 متر مربع لثلاثة أشخاص. تبلغ مساحة قاعة الرياضة 494 متر مربع والمساحة الخارجية 251 متر مربع. يتسع السجن لـ 450 شخصًا خلال الزيارات المفتوحة و36 شخصًا للزيارات المغلقة، مع وجود غرفة مخصصة لـ 32 محاميًا للقاء موكليهم. |
| F(o)  | 1          | 350           | 350             | سجن مفتوح للنساء. |
| F(c)  | Paşakapısı |               |                 | سجن مغلق للنساء؛ باشاكابي وباكيركوي في إسطنبول. |
|       | Bakırköy   | 506           |                 | بدأ البناء في عام 2008؛ يحتوي على 38 وحدة تسع 12 شخصًا لكل منها، ووحدتين تسع ثلاثة أشخاص، و44 زنزانة فردية. |
|       | Sincan     | 352           |                 | منطقة قريبة من أنقرة، تحتوي على 24 وحدة تسع 12 شخصًا لكل منها، و12 وحدة تسع ثلاثة أشخاص لكل منها، و28 زنزانة فردية. |
| K(c)  | 3          |               | 366             | سجن مغلق للأطفال. |
| K(e)  | 3          | 100-250       | 360             | مركز تعليمي للأطفال؛ يُحتجز صغار السن الذين تتراوح أعمارهم بين 12 و18 عامًا هنا. في حال استمر التعليم بعد بلوغ سن 18، يمكن منح الإذن بالبقاء لفترة أطول (حتى سن 21). |
| (c)   | 23         |               | 6,277           | |
| (o)   | 28         |               | 6,405           | |
| (o)   | 38         |               | 2,617           | |

## تعليقات المؤسسات الدولية
بالإضافة إلى المنظمات غير الحكومية مثل منظمة العفو الدولية أو هيومن رايتس ووتش، تعاملت لجنة مناهضة التعذيب بشكل متكرر مع الوضع في السجون التركية. كان أحد المخاوف الرئيسية هو سجون النوع F ، وهي السجون شديدة الحراسة التي شجعت لجنة مناهضة التعذيب تركيا على بنائها. والوضع في جزيرة إمرالي، حيث يظل عبد الله أوجلان السجين الوحيد هناك منذ عام 1999.
وفي 6 مارس 2008، نُشر تقرير عن زيارة إلى الجزيرة في الفترة ما بين 19 و22 مايو 2007. وكانت هذه الزيارة الرابعة. وفي الختام، قالت لجنة مناهضة التعذيب (في الفقرة 31): لقد سُجن الآن عبد الله أوجلان، باعتباره السجين الوحيد في سجن إيمرالي المغلق شديد الحراسة - وهي جزيرة يصعب الوصول إليها - منذ ما يقرب من ثماني سنوات ونصف. وعلى الرغم من أن حالة العزلة الشديدة التي تعرض لها السجين منذ 16 شباط 1999 كانت لها آثار سلبية على مر السنين، فإن الزيارات السابقة التي قامت بها لجنة مناهضة التعذيب لم تكشف عن عواقب ضارة كبيرة على حالته الجسدية والنفسية. ويجب الآن إعادة النظر في هذا التقييم، في ضوء تطور الحالة الجسدية والعقلية لعبد الله أوجلان. "
خلال الزيارات إلى المرافق الأخرى، لاحظت لجنة التدريب المجتمعي بعض أوجه القصور. وعلى سبيل المثال، تضمن التقرير الصادر في 8 ديسمبر 2005  (عن زيارة أجريت في عام 2004) التوصيات التالية:
- "يجب تذكير العاملين في سجن إزمير (بوكا) المغلق والسجون من النوع E في أيدين وغازي عنتاب بأن سوء معاملة السجناء أمر غير مقبول وسوف يكون موضوع عقوبات شديدة؛ ويجب التوضيح لهم أن السجناء الذين ينتهكون الانضباط يجب التعامل معهم حصريًا وفقًا للإجراءات التأديبية القائمة وأن أي شكل من أشكال العقوبة غير الرسمية لن يُسامح (الفقرة 50).
- "السلطات التركية تتخذ كافة الخطوات اللازمة لتطوير برامج الأنشطة المجتمعية في سجن إزمير من النوع F رقم 1، سواء من حيث نطاق الأنشطة المقدمة أو عدد السجناء المشاركين في تلك الأنشطة؛ وفي هذا الصدد، ينبغي أخذ الملاحظات الواردة في الفقرتين 57 و58 بعين الاعتبار بشكل كامل (الفقرة 59)؛"
- اتخاذ خطوات فورية لضمان حصول كل سجين في سجني أيدين وغازي عنتاب من النوع E على سرير خاص به (الفقرة 63)؛
- الخطوات اللازمة التي يتعين اتخاذها لضمان أن تكون معدلات الإشغال في جميع وحدات إيواء السجناء في سجون أيدين وغازي عنتاب من النوع E بمستوى معقول (الفقرة 63)؛
- مراجعة مستوى النظافة في مناطق إقامة السجناء في سجن غازي عنتاب من النوع E (الفقرة 63).

## روابط خارجية
- الموقع الإلكتروني للمديرية العامة للسجون (باللغة التركية)
- CPT حول تركيا
- منتدى تركيا الديمقراطية تقارير يومية وأسبوعية وخاصة عن حقوق الإنسان في تركيا باللغات الألمانية والإنجليزية والتركية
- مجلة MrZine الشهرية مقال عن السجناء وظروفهم في السجون التركية
- داخل سجون أردوغان